# Computing Machinery and Intelligence
"Computing Machinery and Intelligence", écrit par Alan Turing et publié en 1950, est un article fondamental sur le thème de l'intelligence artificielle, dans lequel fut introduit le concept de ce qui est maintenant appelé le test de Turing.
Le but de cette publication est de pouvoir répondre à la question les machines peuvent-elles penser ?, question qui selon Turing « a peu de sens pour mériter une discussion » si elle est posée telle quelle, car ni les termes de "machine", ni "penser" ne sont clairement définis. Pour y répondre, Turing précise la notion de "machine" qu'il considère (machine de Turing et donc "ordinateur" dans le sens moderne du terme) et remplace la notion de "penser" par le comportement de la machine dans un "jeu de l'imitation" qu'il définit. La question, à laquelle il tente de répondre par l'affirmative devient alors : un ordinateur peut-il tenir la place d'un être humain dans le jeu de l'imitation ?

## Contenu

### 1. Le jeu de l’imitation
La première difficulté qui se pose à Alan Turing quand il s'attaque à la question « les machines peuvent-elles penser ? » est celle de la signification des mots "machine" et "penser". Il se demande quelle signification donner à "machine" et "penser". Une première approche consisterait à définir ces mots en fonction de l'usage courant qui en est fait.
Seulement, Turing estime que cela conduirait à conclure que la question ainsi que la réponse à la question doivent s'envisager comme une « étude statistique telle un sondage d'opinion ». Ce qui, pour Turing, est « absurde ».
Il se propose dans un premier temps de remplacer la question par un jeu, qu'il nomme « jeu de l’imitation ».
Le principe est le suivant :
- Un homme (A) et une femme (B) sont interrogés par une troisième personne (C), "l'interrogateur", dont le sexe n'a pas d'importance.
- A et B sont dans une pièce séparée de C.
- C les connaît sous l'appellation X et Y et doit parvenir à indiquer que « X est A et Y est B » ou « X est B et Y est A ».

Pour ce faire, C a la possibilité de poser des questions du type : « X peut-il ou peut-elle me dire la longueur de ses cheveux ? » Dans le jeu tel que défini par Turing, l'homme (A) doit induire en erreur l'interrogateur et la femme B doit aider l'interrogateur en se faisant connaître. A cette question, les deux réponses risquent donc d'être identiques et des questions subtiles doivent être posées pour discriminer les deux personnes. Les réponses doivent être écrites ou dactylographiées afin que le ton de la voix n'aide pas l'interrogateur.
Turing pose la question suivante : « Qu'arrive-t-il si une machine prend la place de A dans le jeu ? L'interrogateur se trompera-t-il aussi souvent que lorsque le jeu se déroule entre un homme et une femme ? »

### 2. Critique du nouveau problème
Turing, de nouveau, plutôt que de répondre à la nouvelle formulation de la question, se demande si elle « vaut la peine d'être examinée. » Avant d'évoquer deux objections, Turing propose quelques arguments en faveur du jeu qu'il propose et de la question soulevée.
Premièrement, le jeu de l'imitation vise bien à établir les capacités intellectuelles de la machine testée (l'interrogateur étant dans une pièce séparée et n'ayant accès qu'aux réponses écrites). Les inaptitudes physiques de la machine ne peuvent pas nuire à ses performances lors d'une partie : « Nous ne souhaitons pas pénaliser la machine pour son incapacité à briller dans des concours de beauté ». Ensuite, la nature des questions de l'interrogateur n'est pas imposée par les règles du jeu. Tous les domaines des capacités humaines sont possibles : Turing l'illustre par un exemple où l'interrogateur demande au sujet d'effectuer un calcul, d'écrire un poème et de jouer un coup aux échecs.
Enfin, Turing soulève deux objections. D'abord, il se demande si la mauvaise prestation d'une machine au jeu de l'imitation témoigne d'une réelle incapacité de celle-ci à penser : « Les machines ne peuvent-elles pas exécuter quelque chose qui relève d'une forme de "pensée", mais qui est très différente de ce qu'un homme fait ? ». La seconde objection porte sur la meilleure stratégie de la machine. En effet, le but du joueur A incarné par la machine est d'induire l'interrogateur en erreur, et il n'est pas clair que le meilleur moyen d'y parvenir soit par imitation d'un humain. Turing ne développe pas davantage cette objection et affirme que ce cas de figure ne devrait probablement pas avoir de grande influence.

## Extraits
« We can only see a short distance ahead, but we can see plenty there that needs to be done,. »

— Alan turing